# Çatalüvez, Karasu
Çatalüvez là một xã thuộc huyện Karasu, tỉnh Sakarya, Thổ Nhĩ Kỳ. Dân số thời điểm năm 2008 là 357 người.